# Humblement vôtre
Humblement vôtre (titre original : Illustrissimi) est un recueil de quarante lettres écrites par Albino Luciani, alors patriarche de Venise, élu pape sous le nom de Jean-Paul Ier le 26 août 1978.
Ces quarante lettres ont d'abord été publiées, de 1971 à 1976, dans le magazine italien Messaggero di Sant'Antonio.
Le livre Illustrissimi est publié pour la 1e fois en Italie au mois de janvier 1976 ; il paraît en France en 1978, chez Nouvelle Cité, sous le titre Humblement vôtre.

## Les quarante lettres
Les quarante lettres imaginaires sont adressées à des personnages illustres et historiques, certains de fiction, mondialement connus.
Chacune des lettres aborde des sujets de société, comme la mode, la pornographie, le capitalisme, les communications, traités sous une forme humoristique et spirituelle, mais où le message moralisateur est bien présent.
Un lien internet permet de lire le texte intégral, en italien, de chacune des lettres ; le texte de la lettre adressée à Charles Péguy est également disponible en version française.
1. Giuseppe Gioachino Belli
2. Saint Bernardin de Sienne
3. Saint Bernard de Clairvaux
4. Bonaventure de Bagnorea
5. Alfredo Casella
6. Gilbert Keith Chesterton
7. Pavel Ivanovitch Tchitchikov
8. Luigi Cornaro
9. Marie-Thérèse d'Autriche
10. Le roi David
11. Sainte Thérèse d'Ávila
12. Sainte Thérèse de Lisieux
13. Saint François de Sales
14. Paul Diacre
15. Charles Dickens
16. Félix Dupanloup
17. Figaro, barbier
18. Jésus-Christ
19. Johann Wolfgang von Goethe
20. Carlo Goldoni
21. Don Gonzalo
22. Andreas Hofer
23. Hippocrate
24. Le roi Lemuel
25. Saint Luc
26. Alde l'Ancien
27. Alessandro Manzoni
28. Guglielmo Marconi
29. Christopher Marlowe
30. L'ours de Saint Romedius
31. Charles Péguy
32. Pénélope
33. Pétrarque
34. Les Papiers du Pickwick Club
35. Pinocchio
36. Le peintre du château
37. Quintilien
38. Walter Scott
39. Trilussa
40. Mark Twain